# Paulina Apte
Paulina Elżbieta Apte właśc. Paulina Elżbieta Apte-Wiśniewska, występowała także jako Paulina Aptówna oraz Paulina Wiśniewska (ur. 2 listopada 1890 w Warszawie, zm. 22 lutego 1968 tamże) – polska aktorka teatralna.

## Życiorys
Urodziła się w rodzinie Szymona i Ludwiki Aptów. Ukończyła warszawskie gimnazjum, a potem kształciła się w Warszawskiej Szkole Dramatycznej (pod dyrekcją Jana Lorentowicza). Została jej absolwentką w 1921 roku.

## Działalność zawodowa
W teatrze zadebiutowała prawdopodobnie w sezonie 1921/1922 w Wilnie. Występowała w tamtejszych teatrach - Polskim i Powszechnym. W kolejnym sezonie grała w katowickim Teatrze Polskim, a w latach 1924–1927 - w Teatrze Miejskim w Łodzi.
Udokumentowana jest tylko jedna jej rola filmowa (drugoplanowa) - Żona Schmidta w produkcji Przeznaczenie (1928, reż. Janusz Star).
Podczas II wojny światowej nie występowała, co więcej - musiała się ukrywać ze względu na swoje żydowskie pochodzenie. Po wojnie wycofała się z działalności aktorskiej. Od 1950 r. była bibliotekarką w SPATiFie, a potem kierowniczką działu członkowskiego tej instytucji. W roku 1961 przeszła na emeryturę.

## Ordery i odznaczenia
- Srebrny Krzyż Zasługi (27 lipca 1939)[1]

## Spektakle teatralne (wybór)
- Alzacja jako Maman Floch
- Mąż z grzeczności jako Filomena
- Dom otwarty jako Lola
- Popychadło jako Klementyna
- Dziady jako Chłopka
- Jego mecenas jako Betsy
- Prokurator Hallers jako Eliza